# Mitsoobishy Jacson
Mitsoobishy Jacson is een Belgische band. De band ontstond aanvankelijk als nevenproject en "supergroep" van enkele gekende namen uit de Belgische muziekindustrie, waaronder Mauro Pawlowski, om uiteindelijk als volwaardige band te blijven bestaan.

## Biografie
De groep ontstond in 1996 en bracht dat jaar, zonder dat dit vooraf ruim aangekondigd werd, een eerste album Nougat in Koblenz uit. Aanvankelijk was de groep een tweemansproject van Mauro Pawlowski, toen actief bij Evil Superstars, en Peter Houben, zanger en gitarist bij Nemo. Het album kreeg meteen positieve reviews in het weekblad Humo
Na de split van zijn band Evil Superstars in 1998, bleef Pawlowski onder meer actief met Mitsoobishy Jacson en in 1999 verscheen een tweede album Boys Together Out Rageously. De band had nu versterking van Pascal Deweze, die actief was bij Metal Molly, en Guy Van Nueten, van The Sands. De band trad toen onder meer op op het festival Pukkelpop.
Daarna belandde het samenwerkingsverband wat op een zijspoor. Toch kwamen de leden sporadisch samen. Tapes voor een nieuwe plaat verdwenen in 2006, maar werden een paar jaar later teruggevonden en in 2009 uitgebracht op het album The Confusion of A.J. Schicksal 1927-1973.
Het nummer Mitsoobishy Jacson kwam op enkele de verzamelalbums, waaronder De Afrekening (nr. 18) en op "Humo - alle 99 goed" en werd in 2015 ook opgenomen in het verzamelalbum "God owes us a swimming pool".

## Leden
- Mauro Pawlowski (van onder meer Evil Superstars en dEUS)
- Guy Van Nueten (van The Sands)
- Peter Houben (van Nemo)
- Pascal Deweze (van onder meer Metal Molly)

## Discografie

### Albums
- Nougat in Koblenz (Brinkman, 1996)
- Boys Together Out Rageously (Heavenhotel, 1999)
- The confusion of AJ Schicksal (Heavenhotel, 2009)

### Ep's/singles
- "Sun Of Aerobics" (Brinkman, 1996)